# Gaio Atilio Regolo (console 257 a.C.)
Gaio Atilio Regolo (latino: Gaius Atilius Regulus Serranus; fl. III secolo a.C.) è stato un generale romano.

## Biografia
Proveniente da una delle maggiori famiglie di Roma antica, fu eletto console per ben due volte, nel 257 a.C. e nel 250 a.C., durante la prima guerra punica. Guidò la flotta romana durante la battaglia di Tindari.